# Palaolaj
A olajpala olaj (angolul oil-shale oil) olyan nem-konvencionális nyersolaj-fajta, amelyet magas szervesanyag-tartalmú üledékes kőzetekből (olajpala) állítanak elő. A kibányászott olajpalából különféle módszerekkel (pl. pirolízissel vagy hidrogénezéssel) lehet az olajat kinyerni, a folyamat során az olajpalában található szerves anyagok szintetikus kőolajjá alakulnak át. A művelet eredményeként kinyert olajat fel lehet használni fűtőanyagként vagy a szennyeződések (kén, nitrogén) eltávolítása után olajfinomító alapanyagaként lehet hasznosítani. A finomítási folyamat során a palaolajból ugyanolyan olajszármazékokat lehet kinyerni, mint a kőolajból.

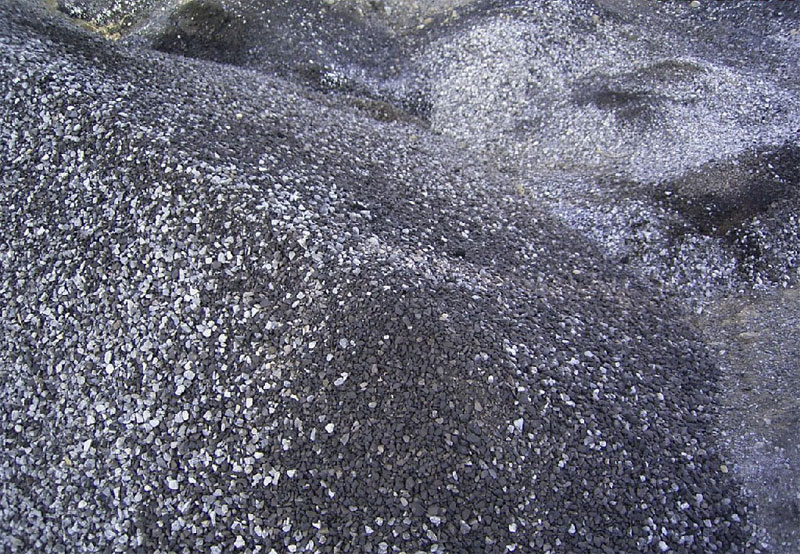
Olajpala zúzalék ipari felhasználásra

## Története

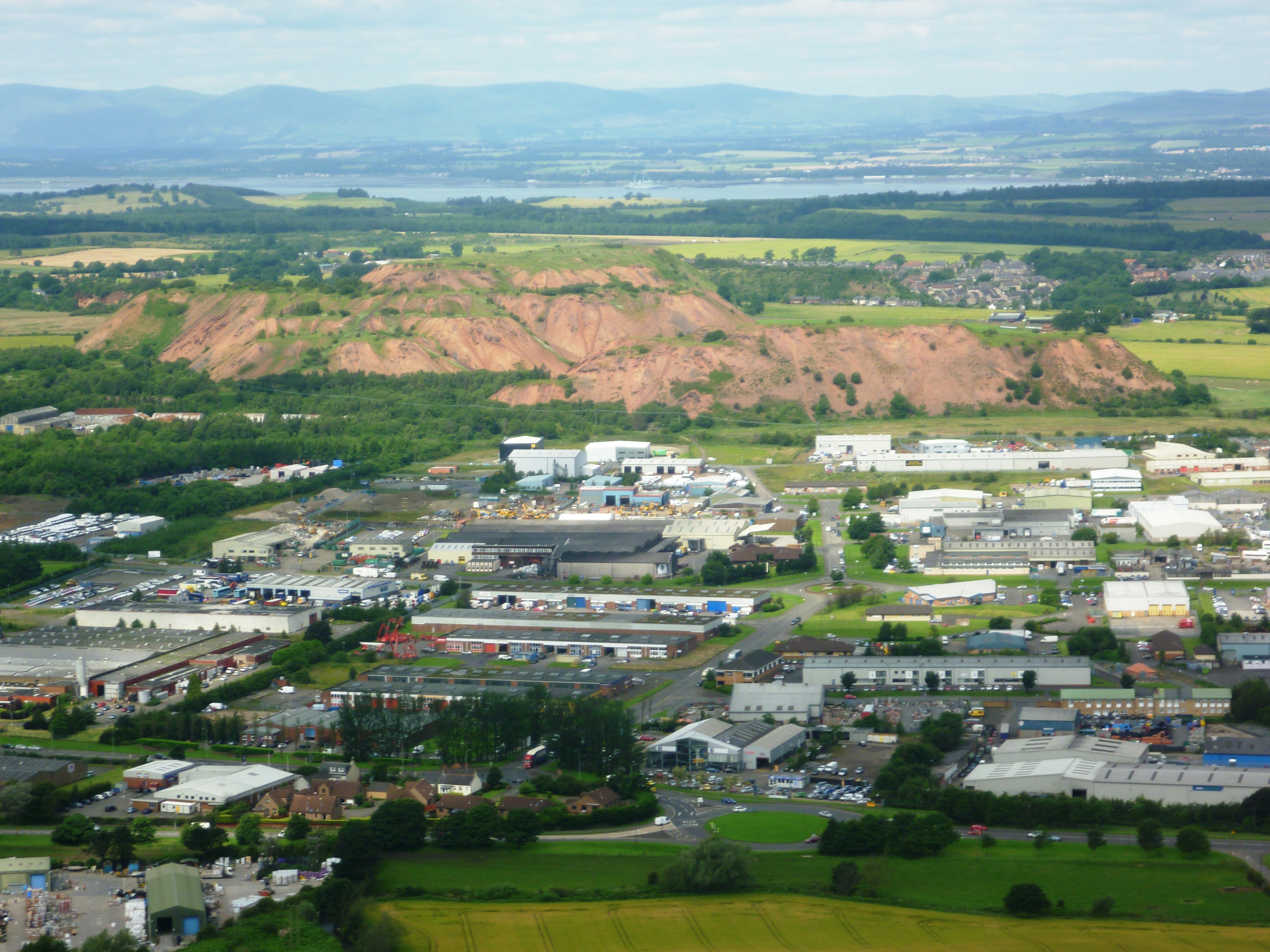
A 19. századi skót olajpala-kitermelés emléke a három meddőhányó

Az olajpala volt az egyik első forrása az emberek által használt kőolajnak.
Hasznosítását először a 14. században jegyezték fel Svájcból és Ausztriából.  1596-ban I. Frigyes württembergi herceg orvosa jegyezte fel az olajpalából kinyert olaj feltételezett gyógyító hatásait. A 17. század elején az olaszországi Modena utcáit olajpalából kinyert olajjal világították meg. Nagy-Britanniában az uralkodó 1694-ben királyi szabadalomlevelet adott ki három személynek, akik „módot találtak arra, hogy egy bizonyos kőből nagy mennyiségben nyerjenek ki szurkot, kátrányt és olajat” A később „Betton's British Oil” márkanév alatt forgalmazott termék a gyártó szerint jótékony hatással volt különféle fájások és fájdalmak kúrálásában. Az első nagyüzemi olajpala-kitermelő üzemeket az 1830-as években Franciaországban, majd az 1840-es években Skóciában alapították. A kitermelt palaolajat elsősorban fűtőanyagként, kenőanyagként, illetve lámpaolajként hasznosították. Az ipari forradalom következményeként mindezen termékek iránt jelentős kereslet mutatkozott és egyre inkább átvette a ritkább és drágább bálnaolaj helyét.
A 19. század második felében olajpala-kitermelő és feldolgozó üzemek létesültek a világ számos országában, többek között Ausztráliában, Brazíliában és az Egyesült Államokban. A 20. század elején jelentős mennyiséget termelt ki a területén található olajpalából Kína, Észtország, Új-Zéland, Dél-afrikai Köztársaság, Spanyolország, Svédország és Svájc. Azonban a Közel-keleten felfedezett kőolaj-lelőhelyek egyszeriben véget vetettek az olajpala kitermelésének, amely a kőolajhoz viszonyítva sokkal körülményesebb és jóval több energiát igényel. Különleges adottságaik miatt Észtországban és Kína északi részén azonban továbbra is folytatták az olajpala bányászatát és feldolgozását. A 21. század elején a kőolaj árának emelkedése miatt az Egyesült Államokban, Kínában, Ausztráliában és Jordániában vagy újrakezdték a korábbi lelőhelyek kitermelését, vagy pedig új lelőhelyeket kutattak fel és kezdték meg kitermelésüket.

## Kitermelése

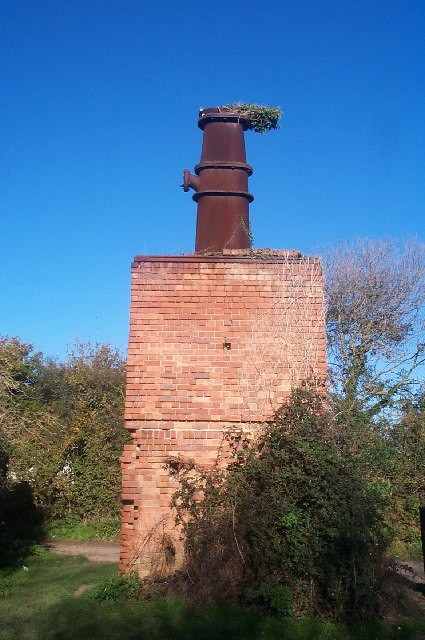
Az 1920-as években épült olajpala-lepárló maradványai Anglia déli részén, Kilve közelében.

Az olajpalából az olajat pirolízissel, hidrogénezéssel vagy magas hőmérsékleten való kifőzéssel nyerik ki. Az olajpala feldolgozására kémiai reaktorban kerül sor, amely a lelőhelyen helyben, vagy attól távolabb található. Napjainkban az olajpalát kitermelő vállalatok általában kibányásszák és összetörik az alapanyagot, majd a lepárlóba szállítják. A helyben történő lepárlásra számos kísérleti eljárás fejlesztettek ki. A lepárlás sebessége nagymértékben függ a hőmérséklettől: az olajpalában található szervesanyagok kb. 300 °C hőmérsékleten kezdenek lebomlani szénhidrogén-származékokra, de a folyamat magasabb hőmérsékleten hatékonyabb és gyorsabb. A lepárlás ideális hőmérsékleti tartománya 480 °C és 520 °C között van.
A hidrogénezés és a termolízis (hőbontás) során az olajpalában található szervesanyagokból oldószerekkel vagy hidrogén-donorok segítségével választják ki a szénhidrogén-származékokat. A termolízis során az olajpalát magas nyomáson, folyékony halmazállapotú reagensek jelenlétében hevítik (ld. Fluid katalitikus krakkolás), amelynek során a nagy molekulasúlyú szerves anyagok illékony, jobban felhasználható szénhidrogén-termékekké alakulnak át. A különféle eljárásokkal kinyert olajpala eltérő tulajdonságokkal rendelkezik.
Az olajpala felhasználásának, kitermelésének egyik kritikus tényezője a folyamat során felhasznált és a folyamat végén kinyert energia (kinyert teljes energia/befektetett teljes energia, KTEBTE) hányadosa (angolul „Energy Returned on Energy Invested”, EROEI). Egy 1984-es tanulmány szerint a világon ismert olajpala-lelőhelyek esetében a kinyert és befektetett energia hányadosa 0,7-13,3 között változik, de a kitermelés csak 2-nél nagyobb hányados esetén gazdaságos.  Újabb tanulmányok az energiahányadost 1–2:1 vagy 2–16:1 közé teszik attól függően, hogy az olajpalában lévő energiát is befektetett energiának tekintik vagy csak a külső energiahordozókat számítják ide. A Royal Dutch Shell olajipari vállalat 2006-ban 3-4 közötti energiahányadosú „in-situ” fejlesztésekről számolt be.
A lepárlási folyamat során kinyerhető olaj mennyisége változik a felhasznált eljárástól, illetve az olajpala tulajdonságaitól. Az egyesült államokbeli Green River Formation lelőhelyen található olajpala mintegy hatoda aránylag nagy hozamú (95-380 l/tonna), körülbelül egyharmada 38-95 l/tonna hozamú, míg a maradék olajpalából tonnánként általában 35 liternél kevesebb olaj nyerhető ki.
A világ legnagyobb olajpala-kitermelő és előállító vállalatai rendszeresen közzéteszik a nagyüzemi olajpala-feldolgozás hozamával kapcsolatos adatokat, A kínai Fushun Mining Group például 2008-ban 300 000 tonna palaolaj előállításáról számolt be 6,6 millió tonna olajpala feldolgozása után, amely 4,5%-os súly szerinti hozamnak felel meg. Az észt VKG Oil vállalat 250 000 tonna olaj előállítását jelentette 2 millió tonna olajpala feldolgozásával, ami lényegesen magasabb, 13%-os hozamnak felel meg. A brazil Petrobras cég a Petrosix üzemben naponta 550 tonna olajat állít elő 6200 tonna olajpala feldolgozásával, ami átlagosan 9%-os hozamot jelent.

## Feljavítás

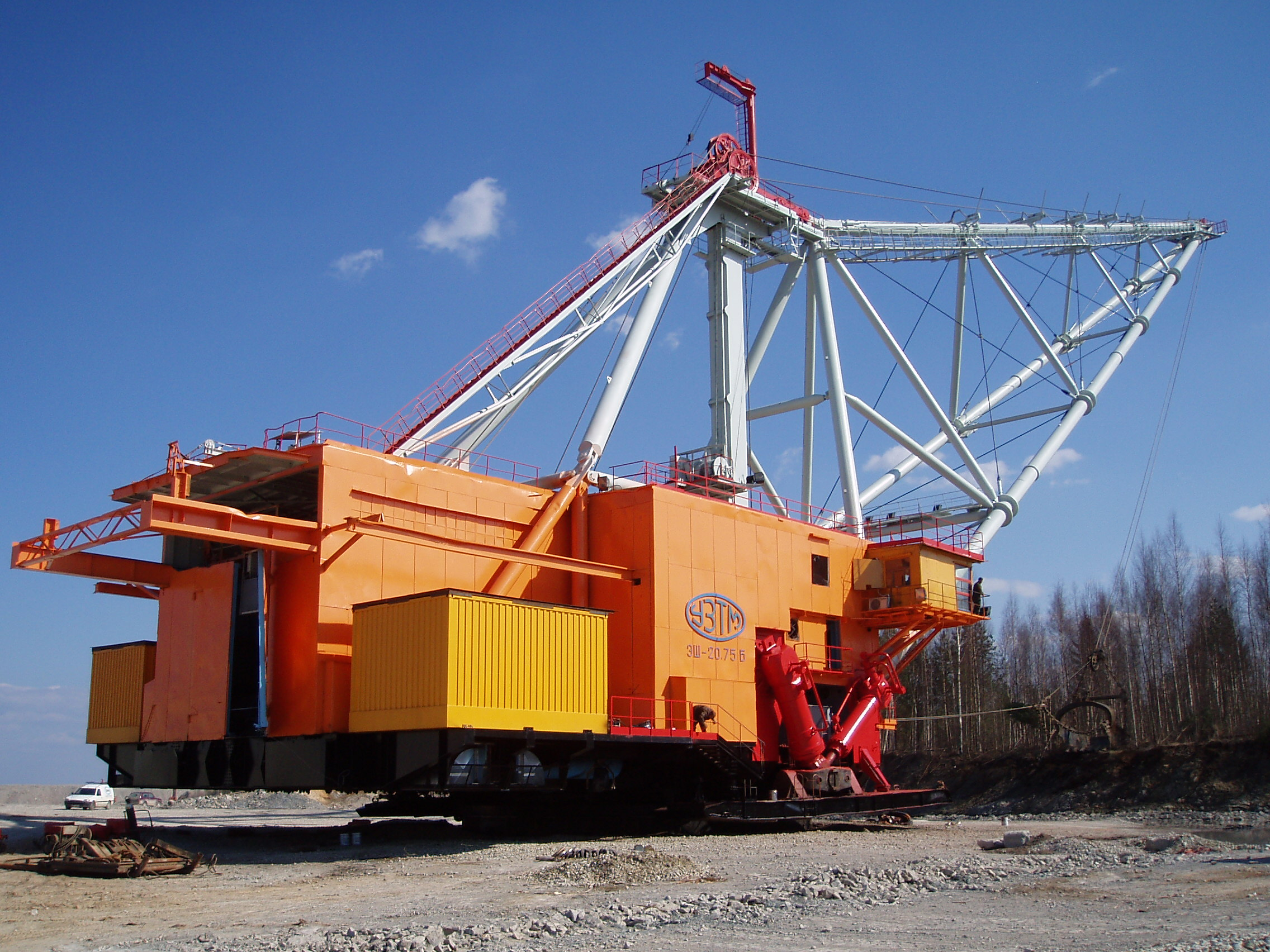
Olajpala-kitermelő bányagép Észtországban

A nyers palaolaj minden további nélkül felhasználható kazánfűtőolajként, de más célra csak az olaj kémiai és fizikai tulajdonságainak módosítása (feljavítása) után használható. A különféle helyről származó és különféle eljárásokkal kinyert olajok eltérő tulajdonságainak eredményeként más és más eljárásokra lehet szükség, mielőtt az olajpalából származó olajat hagyományos kőolaj-finomítóban fel tudják dolgozni.
A nyersolajban jelen lévő szennyeződések többek között dugulást okozhatnak az olajlepárló berendezésekben, míg az olaj kén- és nitrogéntartalma rontja kémiai tulajdonságait, erősen légszennyezővé teszi az olajat. A kén, nitrogén, illetve az olajban szintén megtalálható arzén és vas emellett tönkreteheti a lepárlókban használt katalizátorokat. Az olajban megtalálható olefinek oldhatatlan lerakódásokat okoznak, illetve az olaj instabilitását okozzák. A kőolajhoz képest nagyobb mennyiségben megtalálható oxigén pedig szabad gyökök kialakulásához vezet. A katalitikus hidrogénezéssel történő kéntelenítés (hidrodeszulfurálás) és nitrogénmentesítés (hidrodenitrogénezés) ezekre a problémákra ad megoldást, az eljárás végeredménye pedig a kőolajhoz hasonló termék lesz. Az olajban jelen lévő fenolokat elsősorban a víz kivonásával távolítják el. Az olajpalából kinyert olajat üzemanyagként a hidrogén-szén arány módosítása után lehet hasznosítani, amit vagy hidrogén hozzáadásával (hidrokrakkolás) vagy pedig szén eltávolításával (kokszolás) lehet elérni.

## Felhasználása
A második világháború előtt az olajpalából kinyert olajat feljavították és hajtóanyagként hasznosították. A háború után erre a célra inkább kőolajat használtak, míg az olajpalából inkább kemikáliákat és ipari alapanyagokat állítottak elő, illetve a vasutak talpfáit tartósító anyagot gyártottak belőle. Napjainkban az olajpalát elsődleges fűtőanyagként (kazánfűtőolaj), illetve a tengerhajózásban hajtóanyagként (hajódízel) hasznosítják, kisebb mennyiségből továbbra is kemikáliákat állítanak elő.
Az olajpala összetétele alapján jól felhasználható még közepesen nehéz kőolaj-párlatok (kerozin és gyorsjárású dízelolaj előállítására is. További krakkolással a benzint alkotó könnyebb párlatok is előállíthatók.

## Kitermelés, ismert tartalékok

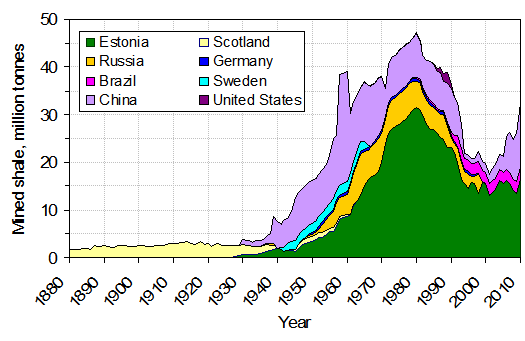
Palaolaj-kitermelés országonként 1880 és 2010 között, millió tonna.

A jelenlegi technológiákkal gazdaságosan kitermelhető palaolaj mennyiségét globálisan 2,8-3,3 billió hordóra becsülik ((450×109 – 520×109 m3), amelynek a legnagyobb része az Egyesült Államokban található (kb. 1,5–2,6 billió hordó, azaz 240×109–410×109 m3).  2002-ben világszerte 11 600 hordónyi palaolajat termeltek ki, a legnagyobb termelők Észtország (5500 hordó/nap), Brazília (3100 hordó/nap) és Kína (2000 hordó/nap) voltak. 2008-ban a termelők rangsorát Kína vezette, évi 470 millió liter olaj termelésével, ezután következett Észtország (445 millió liter) és Brazília (250 millió liter).
Az olajpala-kitermelés és feldolgozás elterjedését a közelmúltig nagymértékben hátráltatták a technológiai nehézségek, illetve a magas költségek – az olaj ilyen módon történő kitermelése csak akkor gazdaságos, ha a nemzetközi piacokon tartósan magas szinten marad a kőolaj ára. 2011 márciusában az Egyesült Államok Földhivatala (Bureau of Land Management) megkérdőjelezte a kereskedelmi célú olajpala-kitermelés létjogosultságát, mondván: „Nem létezik olyan eljárás az olajpala kinyerésére és feldolgozására, amely közgazdaságilag életképes lenne.”

## Fordítás
- Ez a szócikk részben vagy egészben  a   Shale oil című angol Wikipédia-szócikk fordításán alapul.  Az eredeti cikk szerkesztőit annak laptörténete sorolja fel. Ez a jelzés csupán a megfogalmazás eredetét és a szerzői jogokat jelzi, nem szolgál a cikkben szereplő információk forrásmegjelöléseként.

## Kapcsolódó információk
- Jelentés a palagáz- és palaolaj-kitermelésnek a környezetre gyakorolt hatásairól (2011/2308(INI)). Európai Parlament, 2012. szeptember 25. (Hozzáférés: 2013. január 15.)
- Különbség a palaolaj és az olajpala olaj között : http://www.investopedia.com/articles/investing/080715/difference-between-shale-oil-and-oil-shale.asp
- Korpás fejbőrre palaolaj? Archiválva 2013. február 8-i dátummal a Wayback Machine-ben – a palaolaj gyógyászati felhasználásáról
- A palaolaj szabadságot és biztonságot kínál – de egyben csapda is lehet – uzletahalon.hu